# 福士明
福士 明（ふくし あきら、1956年 - ）は、日本の法学者。行政法学者。環境法学者。北海道爾志郡乙部町出身。

## 略歴
北海道大学法学部卒業。1981年北海道大学大学院法学研究科博士後期課程退学。同年、北海道大学法学部助手。1985年北海道工業大学教養学部専任講師。1991年札幌大学法学部助教授。2003年札幌大学法学部教授を経て、2009年北海学園大学法学部教授。2011年秋山義昭の後任として、北海学園大学大学院法務研究科教授。2014年同法学部教授。2018年より北海学園大学大学院法学研究科長(‐2021年）。2025年北海学園大学退任、北海学園大学名誉教授。
この他、1999年から2000年まで米国・ノースウェスタン大学ロースクール客員教授も務めた。

## 専門領域
専門は地方自治法、環境法。特に、行政法における法制評価や司法審査を研究。この他、環境基本計画や地方自治体による環境条例、道内の自治体の環境対策の歴史なども研究領域としている。

## 業績
- 伊達市史編纂委員会編『伊達市史』（分担執筆、伊達市、1994年）
- 畠山武道・木佐茂男・古城誠編『環境行政判例の総合的研究』（分担執筆、北海道大学図書刊行会、1995年）
- 北村喜宣・下井康史と共著『産廃法談：法学者のウラ読み廃棄物処理法』（環境新聞社、2004年）
- 藤巻秀夫編『地方自治の法と行財政』（分担執筆、八千代出版、2012年）
- 大塚直編『18歳からはじめる環境法 (From18)』（分担執筆、法律文化社、2013年）
- 大西有二編『設例で学ぶ行政法の基礎』（分担執筆、八千代出版、2016年）